# Chungcheong
Chungcheong (Chungcheong-do; phát âm: [tɕʰuŋtɕʰʌŋ-do], Hán Việt: Trung Thanh đạo) là một trong bát đạo của Triều Tiên dưới thời nhà Triều Tiên. Chungcheong nằm ở phía Tây Nam của bán đảo và đô phủ đặt ở Gongju (Công Châu), đây cũng là kinh đô của Bách Tế từ năm 475 đến năm 538.

## Lịch sử
Chungcheong được hình thành vào năm 1356—dưới thời Cao Ly từ phần phía nam của đạo Yanggwang. Đạo mới được đặt tên theo hai thành chính là Chungju (충주; 忠州; Trung Châu) và Cheongju (청주; 淸州; Thanh Châu).
Đến năm 1895, đạo được thay thế bằng phủ Chungju (Chungju-bu; 충주부; 忠州府; Trung Châu phủ) ở phía đông, Gongju (Gongju-bu; 공주부; 公州府, Công Châu phủ) ở giữa, và Hongju (Hongju-bu; 홍주부; 洪州府; Hồng Châu phủ) ở phía tây.
Năm 1896, Chungju và phần phía đông của phủ Gongju được tổ chức lại thành đạo Chungcheong Bắc, còn Hongju và phần phía tây của phủ Gongju được tổ chức thành đạo Chungcheong Nam. Chungcheong Bắc và Chungcheong Nam ngày nay thuộc Hàn Quốc.

## Địa lý
Về mặt lịch sử, Chungcheong có ranh giới phía bắc với đạo Gyeonggi (Kinh Kì), phía đông bắc là Gangwon (Giang Nguyên), phía đông là đạo Gyeongsang (Khánh Thượng), về phái nam là đạo Jeolla (Toàn La), và phía tây giáp với Hoàng Hải. Địa bàn đạo có các đồi núi ở phía đông và có đất đai thấp hơn và bằng phẳng hơn một chút ở tây.
Tên vùng của Chungcheong is Hoseo (호서; 湖西, Hồ Tây), mặc dù tên gọi này được sử dụng ít hơn tên hành chính hiện tại.
Ngoại trừ Cheongju, Chungju, và Gongju, các thành lớn và quan trọng khác tại vùng Chungcheong ngày nay bao gồm Daejeon, Cheonan và Janghang.

## Giao thông-Liên lạc
Về mặt lịch sử, gần như tất cả các tuyến giao thông và thông tin giữa Seoul và miền nam các vùng Honam (Jeolla) và Yeongnam (Gyeongsang) đều đi qua vùng Chungcheong, và ngày nay Daejeon, thành phố lớn nhất của vùng là một đầu mối giao thông tàu hỏa và xã lộ của Hàn Quốc.